# Койда Агей Маркович
Агей Маркович Койда (29 грудня 1898, Цвітне — 7 березня 1990, Цвітне) — український майстер художньої кераміки.

## Біографія
Народився 17 [29] грудня 1898 року в селі Цвітному (нині Кропивницький район Кіровоградської області, Україна) у сім'ї гончаря. У молоді роки працював гончарем у наймах. У 1916 році був мобілізований до Російської імператорської армії. Брав участь у Першій світовій війні.
Після Жовтневої революції став червоним козаком, служив у кавалерійському полку, був чекістом. Пізніше працював у сільській кооперації, організовував колгоспи. З 1933 року працював у гончарній артілі імені Володимира Леніна, організованій у Цвітному. З вересня 1937 року по липень 1939 року навчався у Опішнянській школі майстрів художньої кераміки, після закінчення якої продовжив роботу в артілі технічним керівником до червня 1941 року.
Брав участь у німецько-радянській війні. Нагороджений орденом Слави III ступеня (7 квітня 1945), орденом Вітчизняної війни I ступеня (6 листопада 1985). Після повернення з фронту до 1958 року продовжив роботу в артілі. Помер у Цвітному 7 березня 1990 року.

## Творчість
Створював куманці, фігурний посуд і скульптури у вигляді левів, баранів, півнів та індиків. Серед робіт:
- ваза «Ювілейна», таріль «Декоративна» (обидві 1957);
- сюжетні композиції: «Бандурист», «Біля криниці», «Свинарка», «Лев», (усі — 1950–1960-ті); «Дядько і хлопець біля барила» (1960).

Розробляв ескізи розписів для оздоблення продукції.
Брав участь в обласних, всеукраїнських виставках народного мистецтва з 1947 року. Окремі роботи майстра зберігаються у Кропивницькому краєзнавчому музеї.